# Cupanoscelis
Cupanoscelis is een kevergeslacht uit de familie van de boktorren (Cerambycidae). De wetenschappelijke naam van het geslacht werd voor het eerst geldig gepubliceerd in 1909 door Gounelle.

## Soorten
Cupanoscelis omvat de volgende soorten:
- Cupanoscelis clavipes Gounelle, 1909
- Cupanoscelis heteroclita Gounelle, 1909
- Cupanoscelis inermis Monné & Martins, 1992
- Cupanoscelis latitibialis Monné & Martins, 1992
- Cupanoscelis sanmartini Martins & Monné, 1975
- Cupanoscelis serrana Martins & Galileo, 1999